# Gunnar Forsström

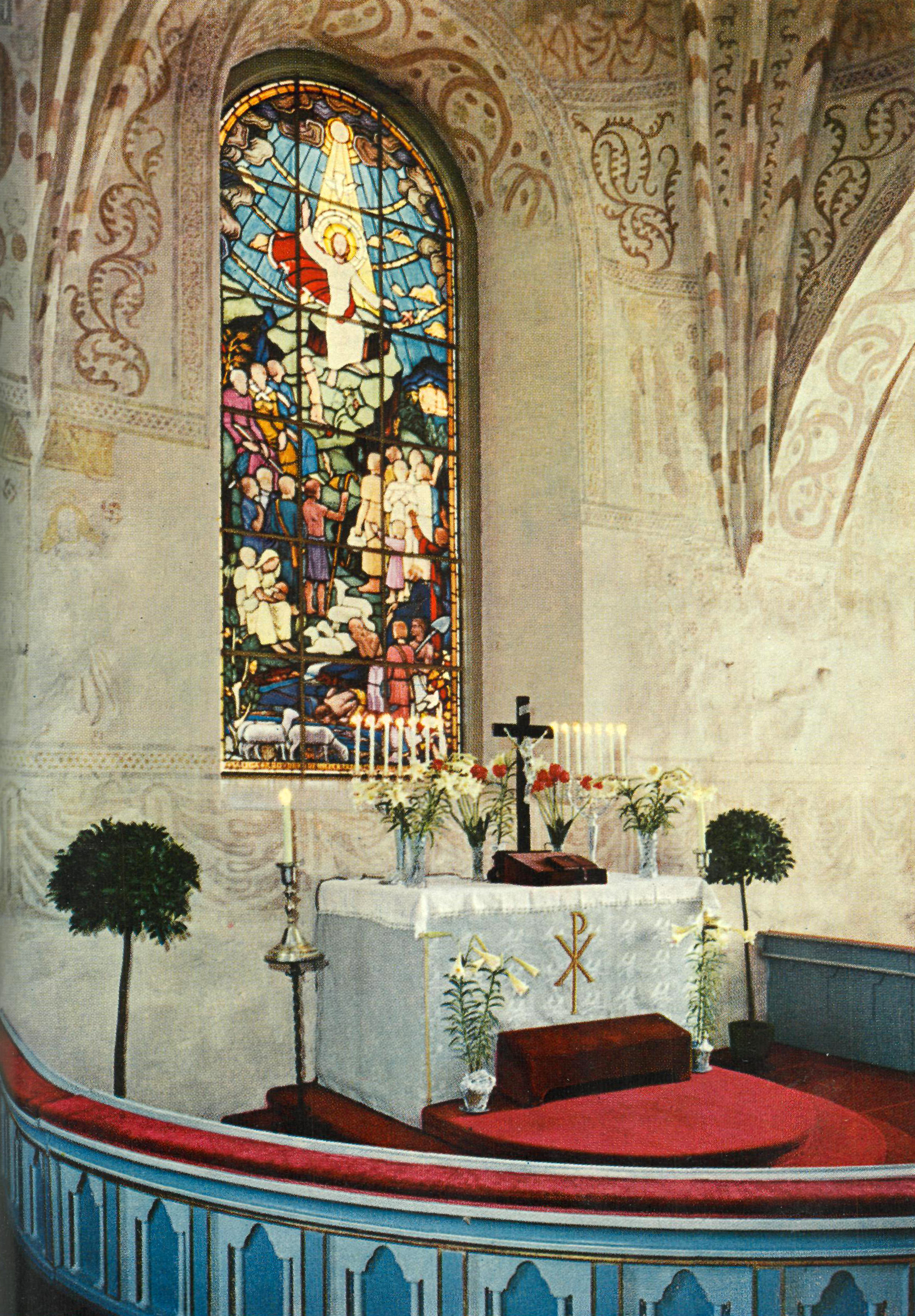
Altarfönstret i Esbo domkyrka år 1958.

Gunnar Forsström, född 1894 i Svartå i Finland, död 1958, var en finländsk konstnär, bland annat känd son glaskonstnär och affischformgivare.
Gunnar Forsströms var son till smeden Gustaf Wilhelm Forsström på Svartå bruk och han föddes som näst sista barn i en syskonskara på tio. Han utbildade sig på Centralskolan för konstflit i Helsingfors 1913–16. Han öppnade i början av 1920-talet tillsammans med studiekamraten Göran Hongell en byrå för dekorationsmåleri och affischdesign i Helsingfors.
Han gjorde, med början 1932 i Uleåborgs domkyrka, ett drygt tjugotal kyrkfönster, till exempel altarfönstren till Esbo domkyrka, samt fönster till Sankta Katarina kyrka i Karis, Vörå kyrka, Olaus Petri kyrka i Helsingfors, Svartå kyrka och kapellet på Sandudds begravningsplats i Helsingfors.
Gunnar Forsström utformade efter en tävling den affisch, som blev officiell symbol för Helsingfors stads 400-årsjubilueum 1950, vilken visar ett fyrverkeri som lyser upp natthimlen över staden. Han gjorde också bokillustrationer för Bildkonst förlag och ritade vykort.
Han har också ritat monumenten vid hjältegravarna i Karis och Svartå.
Han var gift med Ella Forsström.